# Brazydas
Brazydas (zm. 422 p.n.e.) – polityk i dowódca spartański podczas pierwszej dekady II wojny peloponeskiej.

## Życiorys
Odznaczył się w wielu akcjach militarnych, m.in. w obronie miasta Metona w Mesenii przed flotą ateńską, w planowanej przez siebie akcji przeciw Pireusowi (429), przeciw Korkyrze (427) i w próbie ataku na Pylos (425). Główną jednak zasługą Brazydasa, który trafnie oceniał braki militarne Sparty, było opracowanie strategii zaatakowania drogą lądową posiadłości ateńskich na Chalkidyce w Tracji. Przyczynił się (nie bez niechęci spartańskich przywódców) do realizacji wyprawy, werbując jako żołnierzy helotów i najemników z Peloponezu, częściowo za własne środki. Jesienią 424 przebył szybkim marszem tereny środkowej oraz północnej Grecji i dotarł do Amfipolis, najważniejszej w Tracji kolonii ateńskiej, którą zmusił do kapitulacji. Jej zdobycie przeciągnęło na stronę Spartan wiele państw Związku Morskiego. W rękach Brazydasa znalazły się dochody i budulec dotychczas płynące z Amfipolis do Aten. Zaniepokojeni tym Ateńczycy zorganizowali interwencyjną wyprawę pod wodzą Kleona. W decydującej bitwie pod Amfipolis obaj wodzowie polegli, ale zwycięstwo odnieśli Spartanie.
Zwycięska kampania Brazydasa znacznie przyczyniła się do zawarcia korzystnego dla Sparty pokoju Nikiasza. Dowódca spartański został pochowany z honorami w Amfipolis, które ogłosiło go swym prawdziwym założycielem. Odtąd co roku odbywały się ku jego czci igrzyska, a jego potomkowie szczycili się swym pochodzeniem jeszcze w czasach rzymskich.